# ذوبة (بني سعد)

تعديل مصدري - تعديل

ذوبة هي إحدى قرى عزلة بني قراط بمديرية بني سعد التابعة لمحافظة المحويت، بلغ تعداد سكانها 284 نسمة حسب تعداد اليمن لعام 2004.